# Steenhuize-Wijnhuize

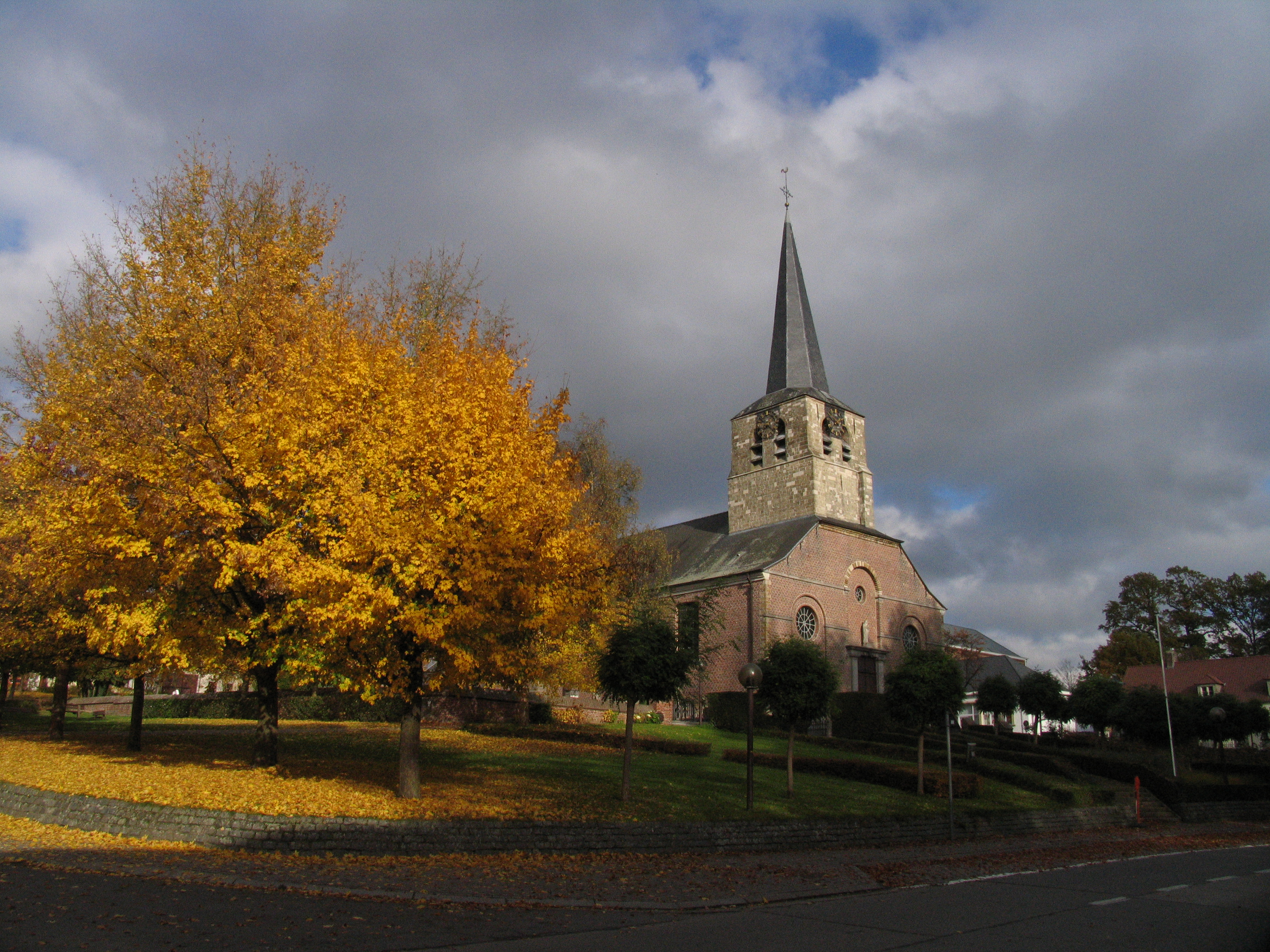
Onze-Lieve-Vrouw-Hemelvaartkerk

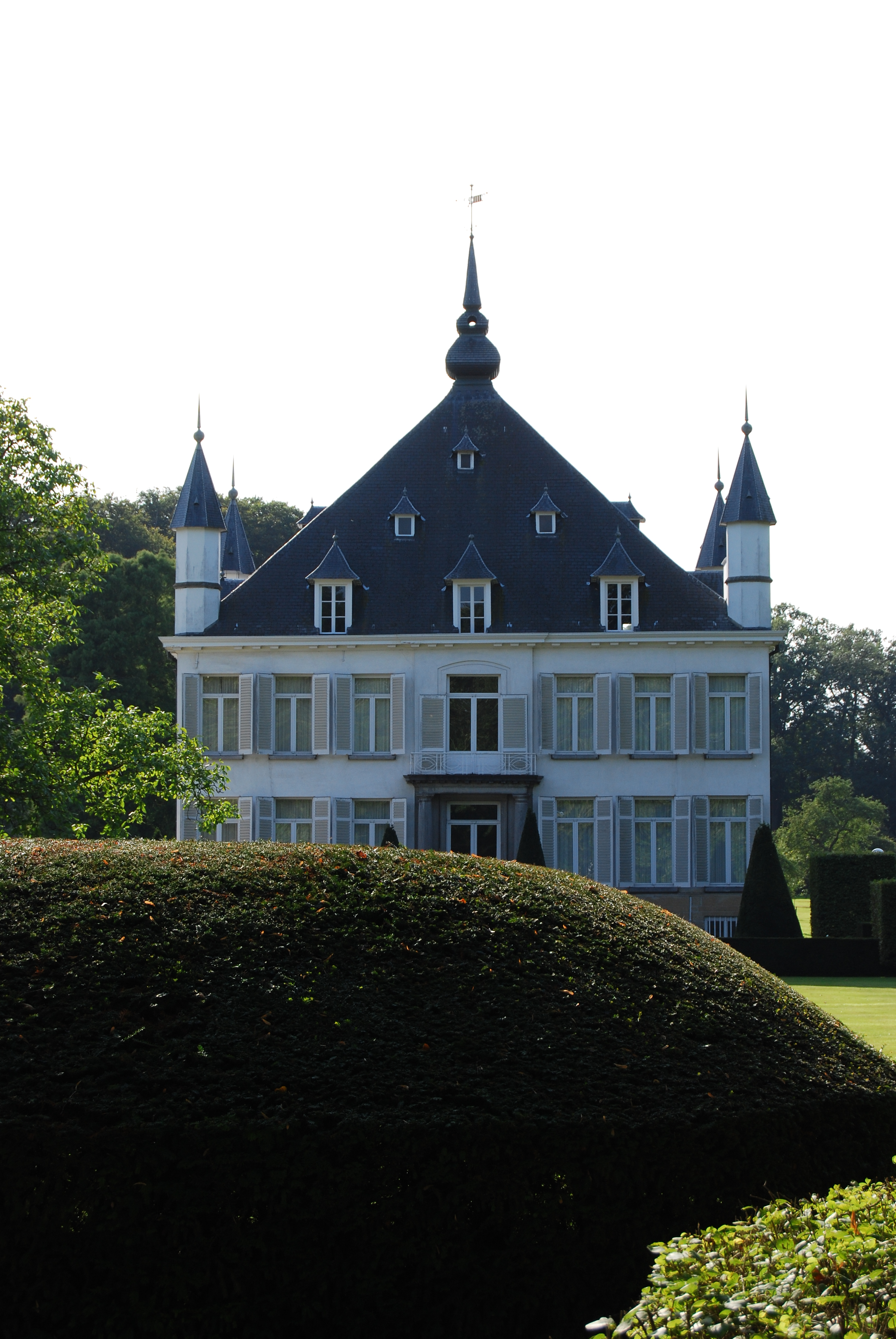
Kasteel van Steenhuize

Steenhuize-Wijnhuize is een dorp in de Belgische provincie Oost-Vlaanderen en een deelgemeente van Herzele. Het was een zelfstandige gemeente tot aan de gemeentelijke herindeling van 1977. De deelgemeente omvat hoofdzakelijk het dorp Steenhuize en slechts een klein stukje van het gehucht Wijnhuize, dat hoofdzakelijk in Sint-Lievens-Esse ligt. De plaats ligt in de Denderstreek.

## Geschiedenis
De eerste heer van Steenhuise van wie een geschreven bron gewag maakt, is Amelricus in 1155. Steenhuize was in het ancien régime een franchise of vrijheerlijkheid en een prinsdom, dat steeds in het bezit was van aanzienlijke geslachten zoals de families van Steenhuize, van Gruuthuse, de Richardot, d'Hane de Steenhuyse. In 1571 bezat de prins van Steenhuize 103,5 van de 544 ha. bewerkte gronden, dit was nagenoeg 20% van de allodiale[1] gronden. Vanwege zijn speciale status, genoot Steenhuize in het ancien régime van bepaalde fiscale voordelen. Er was een vrijstelling van belasting en een recht van vrijgeleide. De inwoners wisten daar ook goed gebruik van te maken. Maalderijen, brouwerijen en likeurstokerijen tierden er welig. Het recht van vrijgeleide betekende dat op het grondgebied van Steenhuize niemand kon vervolgd of gearresteerd worden, tenzij door de plaatselijke gerechtsdienaren. Het prinsdom was voor vele misdadigers uit alle windstreken een toevluchtsoord en schuilplaats.
In 1900 schreven De Potter en Broeckaert nog in hun geschiedenis van de Oost-Vlaamse gemeenten: “Ten jare 1830 waren er te Steenhuize niet min dan vijf oliemolens, onder welke twee door den wind bewogen, één door het water en twee door paarden. Toen bestonden hier vier graanmaalderijen met den wind en eene met het water. (…) Thans [1900] zijn er vijf windmolens, eene welke de naam draagt van Prinsenmoleke en een andere door stoom in werking gebracht”
Op 3 september 1944 vond de slag bij Wijnhuize er plaats aan kruispunt 't Schipken op de grens met Sint-Lievens-Esse.

## Bezienswaardigheden
- Het Kasteel van Steenhuize. Het huidige kasteel werd gebouwd in 1626 door Jeanne de Richardot op de funderingen van een oude burcht. In 1978 werd het kasteel aangekocht door de familie Van Waeyenberge, een uit Steenhuize afkomstige familie van industriëlen. Zij renoveerden het kasteel grondig tussen 1982 en 1988. In het kasteelpark bevindt zich ook een imposante duiventoren, later gebruikt als orangerie. Het domein bevat ook meerdere mooi aangelegde vijvers. Het kasteel is niet toegankelijk voor publiek.
- De Onze-Lieve-Vrouw-Hemelvaartkerk uit 1148
- De dorpskom van Steenhuize is sinds 1986 een beschermd dorpsgezicht.[1]

## Natuur en landschap
Steenhuize ligt in de Vlaamse Ardennen op een hoogte van 30-90 meter. Een belangrijk natuurgebied is Het Schauwbroek. De belangrijkste waterloop is de Mussenbeek die in oostelijke richting stroomt.

## Demografische ontwikkeling
- Bronnen:NIS, Opm:1831 tot en met 1970=volkstellingen; 1976 = inwoneraantal op 31 december

## Evenementen
Steenhuize-Wijnhuize kent nog een oud lentefeest, de Walmkenbrand, iedere eerste zaterdag na Aswoensdag. De kermis vindt plaats de laatste zondag van mei en de eerste zondag na 29 augustus.

## Toerisme
Door dit dorp loopt onder meer de Denderroute zuid en Denderende Steden.

## Sport
Volleybalclub VC Griffoenen speelt bij de dames en de heren in de provinciale reeksen. Deze club werkt zijn thuismatchen in zaal Amalrik af, verwijzend naar de vroegere kasteelheer. Voetbalclub FC Steenhuize was bij de KBVB aangesloten met stamnummer 7455, maar verdween in 2010. Unitas Steenhuize, de fietsclub aangesloten bij Cycling Vlaanderen, werd opgericht in 1972. Bij de stichters waren Marcel De Coninck, Marcel De Decker(+), Walter Van Kerkhove(+), Marcel Van de Maele(+) en Rony Van den Berghe. Met de steun van meubelbedrijf P. De Coninck en Zonen groeide de club uit tot de grootste van Oost-Vlaanderen. De club heeft nu nog een 75-tal leden en organiseert zowel in de zomer als in de winter fiets- en mountainbiketochten.
Wielrenner Frank Vandenbroucke bracht de laatste twee jaar van zijn leven door in Steenhuize-Wijnhuize. In 2025 werd een muurschildering te zijner ere aangebracht aan café Berghof.

## Verenigingsleven
Steenhuize telt een jeugdbeweging, namelijk Chiro Sint-Katrien Steenhuize.

## Nabijgelegen kernen
Wijnhuize, Ophasselt, Sint-Antelinks, Sint-Lievens-Esse